# Miseo
Miseo (Altgriechisch für „Hass“) ist eine hessische Death-Metal-Band aus Marburg, die im Jahr 2013 gegründet wurde.

## Geschichte
Die Band wurde im Januar 2013 von dem Gitarristen und Sänger Fernando „Ferli“ Thielmann (Milking the Goatmachine), dem Schlagzeuger Timo Claas (Lay Down Rotten) und dem Bassisten André Rink gegründet. Thielmann hatte die Band gegründet, da er noch Ideen hatte, die er mit seinen anderen Bands nicht verarbeiten konnte. Auch Rink war auf der Suche nach etwas Neuem, da sich seine Band grade aufgelöst hatte und Claas war bereits ein langjähriger Freund von Thielmann, den er als Schlagzeuger schätzte. Im März nahm die Gruppe im Desert Inn Studio in Edingen ihr erstes Material auf. Nachdem sie im Mai einen Plattenvertrag bei Blacksmith Records erreicht hatte, erschien hierüber im August die EP The Dead Will Predominate. Danach folgten im selben und im folgenden Jahr mehrere Auftritte, wobei die Gruppe unter anderem auch auf dem Death Feast und dem Protzen Open Air spielte. Danach nahm die Band ihr Debütalbum Lunatic Confessions in den Marburg-Records- und Cube-Audio-Studios auf, ehe es im September 2014 bei Blacksmith Records erschien. Auf dem Album ist unter anderem eine Coverversion des Bolt-Thrower-Liedes No Guts, No Glory enthalten.

## Stil
Laut der Bandbiografie auf miseo.de spielt die Band Death Metal, mit Einflüssen aus den USA und Oldschool-Einflüssen der 1990er Jahre. Laut Sebastian Schilling vom Rock Hard klang die Band auf der EP noch so, als wüsste sie nicht, in welche Richtung sie sich entwickeln sollte. Dies bestätigte Thielmann im Interview mit Schilling, da die Band noch jung gewesen sei und man nicht gewusst habe, wie man am besten harmoniere. Das Lied Überzucht und Untergang von Lunatic Confessions handele von der Manipulation und Beeinflussung der Menschen durch Medien und Regierung. Die Menschen würden alles glauben, was man ihnen erzähle. In den weiteren Liedern des Albums gehe es um Geständnisse von Wahnsinnigen, wie etwa einen netten Nachbarn, der in Wirklichkeit jedoch einiges zu verbergen hätte. Eine Ausgabe zuvor hatte Schilling das Debütalbum der Band rezensiert und die Musik als gut produzierten und zeitgemäßen Death Metal beschrieben und verglich die Musik mit der von Misery Index. Das Songwriting sei durchdacht und es gebe eine gute Mischung zwischen groovenden und Blastbeat-Passagen. Zudem gebe es Riffs, „die auch Bolt Thrower nicht unter den Tisch fallen lassen würden“. Das Lied Überzucht und Untergang weise einen Crustcore-Einfluss auf und Harlots for God biete einen repetitiven Groove.

## Diskografie
- The Dead Will Predominate (EP, 2013, Blacksmith Records)
- Lunatic Confessions (Album, 2014, Blacksmith Records)